# Bechtheim
Bechtheim est une municipalité du Land de Rhénanie-Palatinat (Rheinland-Pfalz) sise au bord du Rhin, à chemin entre Mayence (Mainz) et Worms.

## Histoire
Le noble Bero crée, durant le VIe siècle, son manoir et Beroeheim qui se développera sous le nom de Bechtheim. La basilique de Saint-Lambert est créée pour sa part au VIIIe siècle par la Principauté de Liège, la commune étant en sa possession à l'époque.
Bechtheim est mentionnée pour la première fois, en 793, dans un document acte de l'abbaye de Fulda. Dans le Codex Laureshamensis de l'abbaye de Lorsch le lieu est également mentionné en 1070. Bechtheim appartient tout d'abord aux seigneurs de Bolanden, puis à partir de 1267 aux comtes de Linange. En 1700 Bechtheim introduit l'Église simultanée (églises protestantes partagées par les catholiques), ce qui multiplie les querelles entre les différentes confessions. En 1722 la localité se voit accordée les droits de marché.

## Économie

### Le vin de Bechtheim
Bechtheim est une importante commune viticole sur les berges du Rhin et de la Hesse rhénane. Les vignobles de Bechtheim sont dotés d’une profusion de cépages, naturellement dominée par le Riesling.
L’appellation « Pilgerpfad » (chemin de pèlerins) clos de Bechtheim est au départ montrée comme an dem bilgerim phade, un terroir d’Allemagne authentifié par un acte établi en 1392 pour le pèlerinage de Saint-Jacques-de-Compostelle.
La proximité directe de la vallée du Rhin et l’exposition des vignes vers l’est, le sud et l’ouest lui confèrent un excellent climat et créent des conditions favorables pour des vins nobles d’une maturité et d'une élégance qui lui est propre.

## Personnalités de Bechtheim
- Valentin Bender (1801–1873). À la fin de l'été 1832, le Roi Léopold Ier de Belgique demande à Jean-Valentin Bender de constituer une musique militaire, qui sera attachée à l'escorte à cheval du souverain, escortes assurées par le Premier Régiment des Guides. La musique prendra le nom de Musique du Premier Régiment de Guides.
- Siegmund Mayer (1842–1910), physiologiste
- Joseph Simon (1851–1935), personnalité politique (Parti républicain (États-Unis))